# Filologia basca
La filologia basca és la branca de la filologia que s'ocupa de l'estudi de la llengua basca i la literatura basca. Combina la crítica de la literatura basca, la història del País Basc i la lingüística basca. Koldo Mitxelena va posar les bases de la filologia basca i va ser el principal impulsor de la seva carrera a la Universitat del País Basc. Actualment, el grau universitari de filologia basca es pot estudiar a la Universitat de Deusto (Bilbao) i a la Universitat del País Basc (Vitòria-Gasteiz). A Deusto, aquests estudis es van iniciar per primera vegada l'any 1976, pocs anys després del reconeixement oficial, principalment per iniciativa del professor Gotzon Garate.